# Баяш Утепов
Бая́ш Уте́пов (каз. Баяш Өтепов) — село у складі Уланського району Східноказахстанської області Казахстану. Входить до складу Алмасайського сільського округу.
Населення — 357 осіб (2021; 416 у 2009, 504 у 1999, 432 у 1989).
Національний склад станом на 1989 рік:
- казахи — 100 %

До 1992 року село називалося Точка.